# Ouistreham
Ouistreham település Franciaországban, Calvados megyében. Lakosainak száma 9261 fő (2022. január 1.). Ouistreham Amfreville, Bénouville, Colleville-Montgomery, Merville-Franceville-Plage, Saint-Aubin-d’Arquenay, Sallenelles és Ranville községekkel határos.

## Népesség
A település népességének változása:
| Lakosok száma | 5223 | 6310 | 6709 | 9252 | 9329 | 9177 | 9081 | 9344 | 9438 | 9261 |
|               | 1968 | 1982 | 1990 | 2006 | 2013 | 2015 | 2017 | 2019 | 2020 | 2022 |